# Klimov VK-2500
Klimov VK-2500 je ruski turbogredni motor. Je bolj močna verzija motorja Klimov ТV7-117. Nov motor ima t. i. Hot&High sposobnosti - pogoji, kjer je zrak zaradi velike temperature in višine redek. Ima večji čas med remonti visokotemperaturnih komponent (turbina in zgorevalna komora) in moderne sisteme za spremljanje parametrov delovanja motorja.

## Različice
VK-2500-III
ima 1750 KM (1287kW) največjo kontinuirano moč in 2400 KM (1764kW) moč za vzlet
VK-2500-II
ima 1500 KM (1103kW) največjo kontinuirano moč in 2200 KM (1617kW) moč za vzlet
VK-2500-I
Has a 1500 KM (1103kW) največjo kontinuirano moč in 2000 KM (1470kW) moč za vzlet

## Tehnične specifikacije
- Tip: Turbogredni
- Dolžina: 2 055 mm
- Premer: 660 mm
- Teža: 300 kg
- Kompresor: Aksialni

- Maks. moč: 1 985 kW (2 700 KM)
- Specifična poraba goriva: 0,21-0,22 kg/KM/hr
- Razmerje moč/teža: 8-9 KM/kg